# Damir Burić (calciatore)
Damir Burić (Spalato, 7 luglio 1964) è un allenatore di calcio ed ex calciatore croato, di ruolo difensore.

## Carriera

### Club
Iniziò la carriera da calciatore nel RNK Spalato, squadra in cui è cresciuto nel settore giovanile. A 24 anni si trasferì nel SV Waldhof Mannheim militante in Bundesliga. Successivamente ha giocato nel SC Friburgo e nel Borussia Mönchengladbach dove terminò la carriera da giocatore ritirandosi nel 2000.

### Allenatore
Finita l'avventura da calciatore intraprese quella da allenatore. Iniziò come aiuto allenatore della seconda squadra del SC Friburgo per poi passare ad esserlo nella prima squadra prima, del Bayer Leverkusen e Werder Brema poi.
Il 29 maggio del 2015 diventò l'allenatore dell'Hajduk Spalato, l'avventura spalatina iniziò per il verso giusto arrivando fino ai play-off di Europa League. La sua avventura ebbe alti e bassi e terminò nel giugno 2016.
Nel 2017 prese le redini dell'Admira Wacker militante nella Prima divisione austriaca, poco dopo si trasferì fino al 2019 nel Greuther Fürth militante in seconda Bundesliga.
Nel giugno 2019 tornò sulla panchina dell'Hajduk Spalato per soli sei mesi, nel dicembre dello stesso anno venne esonerato.

## Palmarès

### Giocatore

#### Competizioni nazionali
- Campionato tedesco di seconda divisione: 1

Friburgo: 1992-1993